# Phyllobrostis
Phyllobrostis là một chi bướm đêm thuộc họ Lyonetiidae.

## Các loài
- eremitella-group
  - Phyllobrostis eremitella De Joannis, 1912
  - Phyllobrostis tephroleuca (Meyrick, 1913)
  - Phyllobrostis calcaria Meyrick, 1911
  - Phyllobrostis apathetica (Meyrick, 1921)
- daphneella-group
  - Phyllobrostis daphneella Staudinger, 1859
  - Phyllobrostis jedmella Chretien, 1907
  - Phyllobrostis hartmanni Staudinger, 1867
  - Phyllobrostis fregenella Hartig, 1940
  - Phyllobrostis farsensis Mey, 2006
  - Phyllobrostis nuristanica Mey, 2006
  - Phyllobrostis kandaharensis Mey, 2006

## Các loài trước đây
Phyllobrostis argillosa Meyrick, 1911. Loài này bị xếp nhầm vào họ Lyonetiidae và thậm chí là trong họ Yponomeutoidea. Loài này có lẽ được xếp vào siêu họ Tineoidea, hay họ Tineidae.